# کاپیتول ایالت کانزاس

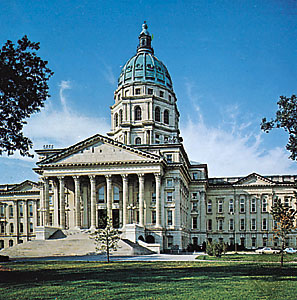

ساختمان پایتخت ایالت کانزاس (Kansas State Capitol) بنایی است که شاخه مقننه دولت کانزاس در آن قرار دارد.
معمار بنا ادوارد تاونسند میکس بوده و در سال ۱۸۷۹ ساخته گردید و در توپیکا قرار دارد.
این بنای تاریخی هم‌خانه مجلس ایالت و هم فرمانداری ایالت است.